# 克維特綏
克維特綏（挪威語：Kvitsøy）是挪威羅加蘭郡的一個市镇，行政中心为于德斯特伯港。市镇面积为6平方公里，人口数量为535人（2023年），人口密度为每平方公里85.2人。